# Microspizias collaris
El gavilán acollarado o gavilancito torcaz (Microspizias collaris), también conocido como  azor collarejo o gavilancito torcaz es una especie de ave accipitriforme de la familia Accipitridae. Es una pequeña rapaz del norte de América del Sur, presente en las selvas existentes entre el litoral septentrional venezolano y las regiones centrales de Ecuador. Miden unos 43 cm y tienen una envergadura de 65 a 68 cm. No se conocen subespecies.